# Transatlantic Trophy
De Transatlantic Trophy (oorspronkelijk: Anglo-American Match Races en later Transatlantic Challenge, Eurolantic Challenge en Transatlantic Superbike Challenge) vormde een serie wegraces met motorfietsen tussen teams uit het Verenigd Koninkrijk en de Verenigde Staten van 1971 tot 1988 en in 1991. 
Er werd meestal geraced in het Paasweekend op Brands Hatch, Mallory Park en Oulton Park, maar later werd er ook op Donington Park en Snetterton gereden. In de loop van de jaren werden verschillende raceklassen ingezet: AMA/Formule 750, Superbikes en Grand Prix 500 cc.

## Voorgeschiedenis
Tot 1970 had de American Motorcyclist Association het Amerikaanse Harley-Davidson beschermd door in de Daytona 200 zijklepmotoren tot 750 cc en kopklepmotoren tot 500 cc toe te staan. Harley racete met de Harley-Davidson KR-zijklepper, terwijl de Britten al (en uitsluitend) met kopkleppers reden. De Harley's waren al een paar keer verslagen door de 500cc-Triumph T 100 R Daytona Super Sports (Buddy Elmore in 1966 en Gary Nixon in 1967). Toen de AMA zich meer internationaal wilde profileren en toenadering zocht tot de Fédération Internationale de Motocyclisme (FIM) werd ze gedwongen een eerlijker reglement te gebruiken. Dat opende de Daytona 200 voor de 750cc-Triumph Trident en BSA Rocket 3, maar ook voor de Honda CR 750, waarmee Dick Mann in 1970 won. Het nieuwe reglement maakte echter ook de 750cc-Triumph en BSA interessant voor Amerikaanse coureurs. 

## Ontstaan
De Britse journalisten Gavin Trippe en Bruce Cox runden het motorblad Motor Cycle Weekly in Californië en ze promootten wegraces in de Verenigde Staten. Zij hoopten ook Amerikaanse coureurs voor Britse races te interesseren. Ze kwamen tijdens de Daytona 200 van 1970 in contact met Chris Lowe van Motor Circuit Developments (MCD), die beheerder was van Brands Hatch, Oulton Park en Mallory Park, en met Jim Swift van de British Motor Cycle Racing Club. Daar ontstond het plan voor de Anglo-American Match Races tussen de Britse en Amerikaanse landenteams. Er kwam steun van Ron Grant, de captain van het Amerikaanse Suzuki-team en de BSA-groep (BSA en Triumph) was bereid alle coureurs van motorfietsen te voorzien en de races te sponsoren uit het racebudget van 2 miljoen pond dat beschikbaar was voor 1970/1971.

### Punten en prijzengeld
Tijdens elke race kreeg de winnaar 10 punten, daarna ging het van 9, 8, 7, 6, 5, 4, 3 en 2 tot de laatste rijder 1 punt kreeg. De winnaar kreeg ook 150 pond, aflopend naar 15 pond voor de 10e plaats. Wie de snelste ronde in een race reed kreeg 50 pond. Het totale prijzengeld bedroeg 5000 pond.

## Anglo-American Match Races 1971
In 1971 werd de raceserie voor het eerst georganiseerd, onder de naam "Anglo-American Match Races". Er kwamen zes races: op Goede Vrijdag twee races op Brands Hatch, op eerste paasdag twee races op Mallory Park en op tweede paasdag twee races op Oulton Park. Elke race ging over 12 ronden. Elk team bestond uit 5 rijders. De Amerikanen stuurden zes coureurs en dat was maar goed ook, want hun teamcaptain Gary Nixon brak tijdens de trainingen een pols. Nixon was al de vervanger van Gene Romero, die aanvankelijk als captain was aangesteld maar die zich had teruggetrokken. De Britse coureurs hadden uiteraard het voordeel dat ze de circuits kenden. Alleen Gary Nixon kende Mallory Park, waar hij in de Mallory Park Race of the Year van 1970 vierde was geworden. De Britten hadden met hun betere motorfietsen en circuitkennis geen enkele moeite met de Amerikanen. Paul Smart en Ray Pickrell wonnen elk drie races en het Britse team won met 183 tegen 137 punten.

### Motorfietsen
De BSA-groep had de Triumph- en BSA driecilinders (die vrijwel identiek waren) na de Daytona 200 van 1970 verbeterd. Ze hadden nieuwe, lagere en lichtere frames met meer grondspeling, schijfremmen en iets sterkere motoren. Er waren slechts zes van deze nieuwe machines, die aan het Britse team en Gary Nixon werden gegund. De rest van het Amerikaanse team had de oude machines, waardoor meteen het verwijt werd gemaakt dat de Amerikanen achtergesteld werden. 

### Teams en punten
| VK                   | VK              | USA                  | USA             |
| coureur              | machine         | coureur              | machine         |
| -------------------- | --------------- | -------------------- | --------------- |
| Percy Tait (captain) | Triumph Trident | Gary Nixon (captain) | Triumph Trident |
| John Cooper          | BSA Rocket 3    | Jim Rice             | BSA Rocket 3    |
| Paul Smart           | Triumph Trident | Dave Aldana          | BSA Rocket 3    |
| Ray Pickrell         | BSA Rocket 3    | Dick Mann            | BSA Rocket 3    |
| Tony Jefferies       | Triumph Trident | Don Castro           | Triumph Trident |
|                      |                 | Don Emde             | BSA Rocket 3    |
| Punten               |                 |                      |                 |
| 183                  | 183             | 137                  | 137             |

## John Player Transatlantic Trophy 1972
In 1972 stond de BSA-groep aan de rand van het faillissement. Als reddingsboei van de Britse regering moest ze worden overgenomen door Dennis Poore, eigenaar/directeur van Manganese Bronze Holdings. Poore had in 1964 al het inbouwmotorenmerk Villiers overgenomen en in 1966 Associated Motor Cycles (dat bestond uit AJS, Francis-Barnett, Indian, James, Matchless, Norton en Sunbeam). Daardoor was Norton-Villiers ontstaan. Met de komst van de BSA-groep kwamen daar meer dan 20 bedrijven bij; naast BSA en Triumph onder meer ook Jessop Alloy Steel, Churchill Machine Tools en Carbodies, de bouwer van de Londense taxi's. Uit deze bedrijven nam Poore alleen Triumph over in de nieuwe naam: Norton-Villiers-Triumph. Hij had echter geen interesse in de Triumph- noch de BSA-motorfietsen, maar richtte zich vrijwel uitsluitend op de verkoop en ontwikkeling van de Norton Commando. Nu de BSA-groep feitelijk was opgeheven nam het sigarettenmerk John Player de sponsoring over en werd de naam van de raceserie veranderd in "Transatlantic Trophy". Men had daarbij een belangrijke rol in gedachte voor de door Peter Williams ontwikkelde John Player Norton.
Ondanks zijn oude Harley-Davidson wist Cal Rayborn drie races te winnen, net als Ray Pickrell. Don Emde crashte tijdens de training op Oulton Park, waarbij zijn Kuhn-Norton Commando in een meer belandde. De machine werd schoongespoten door de brandweer. De Britten wonnen opnieuw, met 252 tegen 210 punten. 

### Motorfietsen
Drie Britse rijders werden ingehuurd om de nieuwe John Player Norton te besturen. Het stond de rijders nu echter vrij om hun eigen motorfiets te kiezen en de Amerikanen maakten van die keuzevrijheid gebruik: Teamcaptain Dick Mann koos weliswaar voor zijn BSA, maar Ron Grant (captain van het Amerikaanse Suzuki-team), koos voor de nieuwe Suzuki TR 750, net als Art Baumann en Jody Nicholas. Cal Rayborn was graag gestart op de nieuwe Harley-Davidson XRTT, maar de fabriek weigerde. Hij startte op een overjarige Harley-Davidson KRTT. 

### Teams en punten
| VK                  | VK                 | USA                 | USA                  |
| coureur             | machine            | coureur             | machine              |
| ------------------- | ------------------ | ------------------- | -------------------- |
| Phil Read (captain) | John Player Norton | Dick Mann (captain) | BSA Rocket 3         |
| John Cooper         | BSA Rocket 3       | Cal Rayborn         | Harley-Davidson KRTT |
| Tony Jefferies      | Triumph Trident    | Don Emde            | Kuhn-Norton Commando |
| Ray Pickrell        | BSA Rocket 3       | Ron Grant           | Suzuki TR 750        |
| Peter Williams      | John Player Norton | Art Baumann         | Suzuki TR 750        |
| Tony Rutter         | John Player Norton | Jody Nicholas       | Suzuki TR 750        |
| Punten              |                    |                     |                      |
| 252                 | 252                | 210                 | 210                  |

## John Player Transatlantic Trophy 1973
Het Amerikaanse team was aangevuld met twee Canadezen: Yvon Duhamel en Doug Sehl. Duhamel en Peter Williams waren het sterkst in de natte races, maar het Britse team won opnieuw, dit keer met 416 tegen 398 punten.

### Motorfietsen
Nu het merk BSA feitelijk niet meer bestond, reden de Britten alleen nog met de Triumph Trident en de John Player Norton. Maar niet allemaal, ook de Suzuki TR 750 en de nieuwe Kawasaki H 2 R waren populair bij de Britten. De Amerikanen kregen nu wel de beschikking over de Harley-Davidson XRTT met kopklepmotor. 

### Teams en punten
| VK                          | VK                    | USA                   | USA                  |
| coureur                     | machine               | coureur               | machine              |
| --------------------------- | --------------------- | --------------------- | -------------------- |
| Paul Smart (captain)        | Suzuki TR 750         | Cal Rayborn (captain) | Harley-Davidson XRTT |
| Barry Sheene                | Suzuki TR 750         | Mert Lawill           | Harley-Davidson XRTT |
| John Cooper / Dave Croxford | John Player Norton    | Doug Sehl             | Harley-Davidson XRTT |
| Peter Williams              | John Player Norton    | Gary Nixon            | Kawasaki H 2 R       |
| Tony Jefferies              | Triumph Trident       | Yvon Duhamel          | Kawasaki H 2 R       |
| Percy Tait                  | Triumph Trident       | Art Baumann           | Kawasaki H 2 R       |
| Mick Grant                  | Seeley-Kawasaki H 2 R | Ron Grant             | Suzuki TR 750        |
| Dave Potter                 | Kuhn-Norton Commando  | Dave Aldana           | John Player Norton   |
| Punten                      |                       |                       |                      |
| 416                         | 416                   | 398                   | 398                  |

## John Player Transatlantic Trophy 1974
De 23-jarige Kenny Roberts was al vanaf zijn negentiende fabrieksrijder voor Yamaha-USA. Zijn machine, die was uitgerust met de nieuwe slicks, kwam bijna niet door de keuring wegens "gladde banden". Roberts won vier van de zes races, maar het was niet genoeg voor een Amerikaanse overwinning. De Britten wonnen met 416 tegen 401 punten. 

### Motorfietsen
De "Anglo-American Match Races" waren ooit opgezet omdat de BSA-groep dacht met de verbeterde Triumph Trident en BSA Rocket 3 een competitie tussen de VS en het VK op te zetten. Deze motorfietsen waren afgeleid van de normale "straatmotoren" en dat gold ook voor de John Player Norton, de Suzuki TR 750 en de Kawasaki H 2 R en in mindere mate van de Harley-Davidson XRTT (afgeleid van de XR 750-dirttrackracer). In 1974 verscheen er een nieuwe ster aan het firmament. Yamaha had al jarenlang met haar 350cc-racers succes geboekt in zowel de 500- als de 750cc-klassen (zie hiervoor: De Yamaha's in de zwaardere klassen). In het WK-seizoen 1973 was het met de nieuwe Yamaha YZR 500 viercilinder-tweetakt succesvol geweest met Jarno Saarinen en Hideo Kanaya, tot Saarinen in de GP des Nations verongelukte en Yamaha zich terugtrok. In 1974 verscheen een 750cc-versie van die machine, de Yamaha TZ 750. Dit was dus een pure racemotor, niet afgeleid van een straatmodel. Twee Britse rijders en vier Amerikanen kozen voor deze Yamaha. 

### Teams en punten
| VK                     | VK                                                                    | USA                    | USA                            |
| coureur                | machine                                                               | coureur                | machine                        |
| ---------------------- | --------------------------------------------------------------------- | ---------------------- | ------------------------------ |
| Paul Smart (captain)   | Suzuki TR 750                                                         | Yvon Duhamel (captain) | Kawasaki H 2 R                 |
| Peter Williams         | John Player Norton                                                    | Kenny Roberts          | Yamaha TZ 750                  |
| Dave Croxford          | John Player Norton                                                    | Gary Fisher            | Yamaha TZ 750                  |
| Barry Sheene           | Suzuki TR 750                                                         | Gene Romero            | Yamaha TZ 750                  |
| Stan Woods             | Suzuki TR 750                                                         | John Long              | Yamaha TZ 750                  |
| Barry Ditchburn        | Yamaha TZ 750                                                         | Dave Aldana            | John Player Norton             |
| Mick Grant             | Yamaha TZ 750                                                         | Art Baumann            | Kawasaki H 2 R / Yamaha TZ 750 |
| Percy Tait             | Triumph Trident / Kuhn-Norton Commando / Boyer-Seeley-Triumph Trident | Gary Nixon             | Yamaha TZ 750                  |
| Ron Chandler (reserve) | Kawasaki H 2 R                                                        | Jim Evans (reserve)    | Yamaha TZ 750                  |
| Punten                 |                                                                       |                        |                                |
| 416                    | 416                                                                   | 401                    | 401                            |

## John Player Transatlantic Trophy 1975
De races van 1975 werden verstoord door de weersomstandigheden. Door sneeuwval werd op Brands Hatch niet gereden en de eerste race op Mallory Park startte droog maar tegen het einde begon het te sneeuwen. De tweede race werd ingekort van 20 tot 15 ronden. Hoewel Kenny Roberts drie races won, scoorde Dave Aldana de meeste punten. Voor het eerst won het Amerikaanse team, met 279 tegen 242 punten. 

### Motorfietsen
De Japanse 750cc-machines vulden in dit jaar vrijwel het gehele veld. Dave Croxford verscheen nog met de John Player Norton, die voor de derde keer was voorzien van een nieuw frame en was de enige deelnemer met een Britse motorfiets. 

### Teams en punten
| VK                         | VK                 | USA                     | USA           |
| coureur                    | machine            | coureur                 | machine       |
| -------------------------- | ------------------ | ----------------------- | ------------- |
| Percy Tait (captain)       | Yamaha TZ 750      | Kenny Roberts (captain) | Yamaha TZ 750 |
| Stan Woods                 | Suzuki TR 750      | Gene Romero             | Yamaha TZ 750 |
| John Newbold               | Suzuki TR 750      | Don Castro              | Yamaha TZ 750 |
| Mick Grant                 | Kawasaki H 2 R     | Steve Baker             | Yamaha TZ 750 |
| Barry Ditchburn            | Kawasaki H 2 R     | Steve McLaughlin        | Yamaha TZ 750 |
| Dave Croxford              | John Player Norton | Pat Hennen              | Suzuki TR 750 |
| Dave Potter                | Yamaha TZ 750      | Dave Aldana             | Suzuki TR 750 |
| Pat Mahoney                | Yamaha TZ 750      | Phil McDonald           | Yamaha TZ 750 |
| Charlie Williams (reserve) | Yamaha TZ 750      | Randy Cleek (reserve)   | Yamaha TZ 750 |
| Punten                     |                    |                         |               |
| 242                        | 242                | 279                     | 279           |

## John Player Transatlantic Trophy 1976
John Newbold was opnieuw ingeschreven voor het Britse team, maar viel uit en werd vervangen door Steve Parrish en Ron Haslam werd als nieuwe reserverijder toegevoegd. Bij de Amerikanen was Phil McDonald ingeschreven, maar hij raakte geblesseerd voor de races. Het Britse team won met 412 tegen 384 punten.

### Motorfietsen
Een opmerkelijke verschijning was de door Keith Duckworth (Cosworth) ontwikkelde Cosworth-Norton, die als NVT Challenge P86 aan de start kwam. Het motorblok was gebouwd door twee cilinders van de 3.000cc-Cosworth DFV-V8 Formule 1-motor te gebruiken. Dave Croxford startte er op Brands Hatch mee, maar het ging zo slecht dat de machine voor de rest van de races werd teruggetrokken. De Kawasaki-rijders kregen de beschikking over de nieuwe Kawasaki KR 750, terwijl de Suzuki-rijders al gebruik konden maken van de nieuwe Suzuki RG 500 die ook als productieracer te koop was.

### Teams en punten
| VK                   | VK                | USA                     | USA             |
| coureur              | machine           | coureur                 | machine         |
| -------------------- | ----------------- | ----------------------- | --------------- |
| Phil Read (captain)  | Yamaha TZ 750     | Kenny Roberts (captain) | Yamaha TZ 750   |
| Mick Grant           | Kawasaki KR 750   | Gene Romero             | Yamaha TZ 750   |
| Barry Ditchburn      | Kawasaki KR 750   | Gary Nixon              | Kawasaki KR 750 |
| Dave Potter          | Yamaha TZ 750     | Randy Cleek             | Yamaha TZ 750   |
| Barry Sheene         | Suzuki RG 500     | Steve Baker             | Yamaha TZ 750   |
| Steve Parrish        | Suzuki RG 500     | Pat Hennen              | Suzuki RG 500   |
| Dave Croxford        | NVT Challenge P86 | Pat Evans               | Yamaha TZ 750   |
| John Williams        | Suzuki RG 500     | Ron Pierce              | Kawasaki KR 750 |
| Ron Haslam (reserve) | Yamaha TZ 750     | Marty Lunde (reserve)   | Yamaha TZ 750   |
| Punten               |                   |                         |                 |
| 412                  | 412               | 384                     | 384             |

## John Player Transatlantic Trophy 1977
Het Amerikaanse team moest in 1977 enkele malen van rijders wisselen. Ron Pierce wilde na onenigheid met zijn eigen sponsor niet deelnemen, waarna reserverijder Dave Emde werd bevorderd tot rijder en Skip Aksland reserve werd. Nadat Pat Evans op Imola verongelukte en Randy Cleek bij een verkeersongeval om het leven kwam besloot Pierce toch te starten. Aksland werd ook rijder en Kevin Stafford werd als reserve ingevlogen. Percy Tait was Brits captain, maar reed zelf niet mee. Voor de Britten werd het een deceptie, want de Amerikanen wonnen vijf van de zes races (Kenny Roberts vier en Pat Hennen één). Barry Sheene won als enige Brit een race. De Amerikanen wonnen met 405 tegen 380 punten. 

### Motorfietsen
1977 was het eerste jaar dat geen enkele Britse motorfiets aan de start kwam. Er kwamen toch weer Yamaha TZ 750's aan de start, want er waren meer Yamaha-rijders dan er YZR 500's waren. Daar beschikten alleen Kenny Roberts en Steve Baker over. 

### Teams en punten
| VK                       | VK              | USA                      | USA            |
| coureur                  | machine         | coureur                  | machine        |
| ------------------------ | --------------- | ------------------------ | -------------- |
| Percy Tait (captain)     | Reed zelf niet  | Kenny Roberts (captain)  | Yamaha YZR 500 |
| Steve Parrish            | Suzuki RG 500   | Pat Hennen               | Suzuki RG 500  |
| Phil Read                | Kawasaki KR 750 | Gary Scott               | Yamaha TZ 750  |
| Dave Potter              | Yamaha TZ 750   | Dave Emde                | Yamaha TZ 750  |
| Barry Sheene             | Suzuki RG 500   | Dave Aldana              | Yamaha TZ 750  |
| Paul Smart               | Yamaha TZ 750   | Ron Pierce               | Yamaha TZ 750  |
| John Williams            | Yamaha TZ 750   | Skip Aksland             | Yamaha TZ 750  |
| Mick Grant               | Kawasaki KR 750 | Steve Baker              | Yamaha YZR 500 |
| Barry Ditchburn          | Kawasaki KR 750 | Kevin Stafford (reserve) | Yamaha TZ 750  |
| Roger Marshall (reserve) | Kawasaki KR 750 |                          |                |
| Punten                   |                 |                          |                |
| 380                      | 380             | 405                      | 405            |

## John Player Transatlantic Trophy 1978
Het Britse team liet in 1978 door een soort "kwalificatie" bepalen wie er als coureur mocht deelnemen. Barry Sheene, Mick Grant en Dave Potter kregen een zekere plaats, maar de andere rijders moesten zich plaatsen op basis van hun rondetijden voorafgaand aan de race op Brands Hatch. Pat Hennen presteerde als beste door drie wedstrijden te winnen, maar het Britse team won met 435 tegen 379 punten. 

### Motorfietsen
Hoewel de Suzuki RG 500 de dienst uitmaakte in het wereldkampioenschap van 1978 (het was de enige beschikbare 500cc-productieracer) bestond vrijwel het hele veld uit Yamaha's. In de lijst hieronder staat ook bij Steve Manship een Yamaha, maar hij was in het bezit van een Suzuki RG 500. Wellicht koos hij toch voor de Yamaha TZ 750. 

### Teams en punten
| VK                     | VK              | USA                     | USA            |
| coureur                | machine         | coureur                 | machine        |
| ---------------------- | --------------- | ----------------------- | -------------- |
| Barry Sheene (captain) | Suzuki RG 500   | Kenny Roberts (captain) | Yamaha YZR 500 |
| Mick Grant             | Kawasaki KR 750 | Pat Hennen              | Suzuki RG 500  |
| Dave Potter            | Yamaha TZ 750   | Gene Romero             | Yamaha TZ 750  |
| Barry Ditchburn        | Yamaha TZ 750   | Dave Aldana             | Yamaha TZ 750  |
| Roger Marshall         | Yamaha TZ 750   | Skip Aksland            | Yamaha TZ 750  |
| Ron Haslam             | Yamaha TZ 750   | David Emde              | Yamaha TZ 750  |
| John Williams          | Yamaha TZ 750   | Dale Singleton          | Yamaha TZ 750  |
| Steve Manship          | Yamaha TZ 750   | Mike Baldwin            | Yamaha TZ 750  |
| Steve Wright (reserve) | Yamaha TZ 750   | Bruce Hammer (reserve)  | Yamaha TZ 750  |
| Punten                 |                 |                         |                |
| 435                    | 435             | 379                     | 379            |

## Marlboro Transatlantic Trophy 1979
In 1979 nam Marlboro de sponsoring over van John Player. Barry Sheene, Mick Grant, Dave Potter, Barry Ditchburn, Tom Herron en Steve Parrish kregen vaste startplaatsen in het Britse team, de andere rijders moesten zich opnieuw kwalificeren op Brands Hatch. Het Amerikaanse team boekte de overwinning met het grootste puntenverschil tot dan toe, 448 tegen 352. Mike Baldwin scoorde de meeste punten. De jonge Randy Mamola gooide hoge ogen. Hij was in 1978 AMA-250cc-kampioen geworden en er werd niet verwacht dat hij goed kon presteren op een 750cc-machine, maar hij eindigde in de individuele stand als tweede.

### Motorfietsen
Het veld bestond weer voornamelijk uit Yamaha TZ 750's, met uitzondering van de fabrieks-Suzuki RG 500's van Barry Sheene en Tom Herron.

### Teams en punten
| VK                     | VK              | USA                   | USA           |
| coureur                | machine         | coureur               | machine       |
| ---------------------- | --------------- | --------------------- | ------------- |
| Barry Sheene (captain) | Suzuki RG 500   | Dave Aldana (captain) | Yamaha TZ 750 |
| Mick Grant             | Yamaha TZ 750   | Steve Baker?          | Yamaha TZ 750 |
| Dave Potter            | Yamaha TZ 750   | Mike Baldwin          | Yamaha TZ 750 |
| Barry Ditchburn        | Kawasaki KR 750 | Dale Singleton        | Yamaha TZ 750 |
| Tom Herron             | Suzuki RG 500   | Gene Romero           | Yamaha TZ 750 |
| Steve Parrish          | Yamaha TZ 750   | Randy Mamola          | Yamaha TZ 750 |
| John Newbold           | Yamaha TZ 750   | Rich Schlachter       | Yamaha TZ 750 |
| Ron Haslam             | Yamaha TZ 750   | Wes Cooley            | Yamaha TZ 750 |
| Keith Huewen           | Yamaha TZ 750   | John Long             | Yamaha TZ 750 |
| Punten                 |                 |                       |               |
| 352                    | 352             | 448                   | 448           |

## Marlboro Transatlantic Trophy 1980
In 1980 werd Mike Hailwood ingehuurd als non-riding captain. Een erebaantje, want Hailwood had zijn racecarrière beëindigd. De Amerikanen wonnen alle races: Kenny Roberts drie, Freddie Spencer twee en Randy Mamola een. De Amerikanen wonnen met 442 tegen 370 punten.

### Motorfietsen
Vanaf 1980 waren motorfietsen volgens de AMA-reglementen toegestaan. Dat maakte het voor Dave Aldana en Wes Cooley mogelijk om hun 1.024cc-Yoshimura-Suzuki's te gebruiken.

### Teams en punten
| VK                      | VK                     | USA                     | USA                        |
| coureur                 | machine                | coureur                 | machine                    |
| ----------------------- | ---------------------- | ----------------------- | -------------------------- |
| Mike Hailwood (captain) | Reed zelf niet         | Kenny Roberts (captain) | Yamaha TZ 750              |
| Barry Sheene            | Yamaha TZ 750          | Dale Singleton          | Yamaha TZ 750              |
| Ron Haslam              | Yamaha TZ 750          | Rich Schlachter         | Yamaha TZ 750              |
| Graeme Crosby           | Suzuki RG 653 / RG 500 | Freddie Spencer         | Yamaha TZ 750              |
| Keith Huewen            | Yamaha TZ 750          | John Long               | Yamaha TZ 750              |
| John Newbold            | Yamaha TZ 750          | Wes Cooley              | Yoshimura-Suzuki GS 1000 S |
| Graham Wood             | Suzuki RG 500          | Randy Mamola            | Suzuki RG 653 / RG 500     |
| Dave Potter             | Yamaha TZ 750          | Dave Aldana             | Yoshimura-Suzuki GS 1000 S |
| Mick Grant              | Yamaha TZ 750          | Skip Aksland            | Yamaha TZ 750              |
| Steve Manship           | Yamaha TZ 750          |                         |                            |
| Alan Pacey (reserve)    | Yamaha TZ 750          |                         |                            |
| Punten                  |                        |                         |                            |
| 370                     | 370                    | 442                     | 442                        |

## Marlboro Transatlantic Trophy 1981
Het Amerikaanse team werd in 1981 geplaagd door personeelsproblemen. Wereldkampioen Kenny Roberts was afwezig omdat hij de nieuwe Yamaha YZR 500 (waarschijnlijk de OW 54 square four) moest testen. Dave Aldana en Mike Baldwin reden voor Honda in de 24 uur van Le Mans. Randy Mamola won drie van de zes races, maar John Newbold scoorde de meeste punten. De Britten wonnen met 466 tegen 345 punten.

### Motorfietsen
Ook wat de motorfietsen betreft zat het de Amerikanen niet mee. Yoshimura en Suzuki verboden Wes Cooley om zijn 1.024cc-superbike te gebruiken en Freddie Spencer kreeg van Honda-USA ook zijn Honda CB 900 F-superbike niet mee. Cooley gebruikte een geleende Yamaha TZ 750 en Spencer een geleende Suzuki RG 500. De Britten hadden veel minder problemen. Joey Dunlop en Ron Haslam gebruikten hun Honda CB 1100 R's, Roger Marshall een Kawasaki Z 1000 en John Newbold een Suzuki GS 1000 S. Barry Sheene had wellicht zijn fabrieks-Yamaha YZR 500 willen gebruiken, maar deed dat niet; hij reed een TZ 750. 

### Teams en punten
| VK             | VK               | USA             | USA           |
| coureur        | machine          | coureur         | machine       |
| -------------- | ---------------- | --------------- | ------------- |
| Joey Dunlop    | Honda CB 1100 R  | James Adamo     | Yamaha TZ 750 |
| Ron Haslam     | Honda CB 1100 R  | Dan Chivington  | Yamaha TZ 750 |
| Steve Henshaw  | Yamaha TZ 750    | Wes Cooley      | Yamaha TZ 750 |
| Keith Huewen   | Suzuki RG 500    | John Long       | Yamaha TZ 750 |
| Roger Marshall | Kawasaki Z 1000  | Randy Mamola    | Suzuki RG 500 |
| John Newbold   | Suzuki GS 1000 S | Nicky Richichi  | Yamaha TZ 750 |
| Dave Potter    | Yamaha TZ 750    | Rich Schlachter | Yamaha TZ 750 |
| Barry Sheene   | Yamaha TZ 750    | Dale Singleton  | Yamaha TZ 750 |
| Graham Wood    | Yamaha TZ 750    | Freddie Spencer | Suzuki RG 500 |
| Punten         |                  |                 |               |
| 466            | 466              | 345             | 345           |

## Marlboro Transatlantic Trophy 1982
Ook in 1982 miste het Amerikaanse team enkele toprijders. Kenny Roberts moest opnieuw zijn nieuwe Yamaha YZR 500 testen en dat gold ook voor Randy Mamola, die de nieuwe Suzuki RG 500 testte. Freddie Spencer reed in de eerste race zijn Honda kapot en kon daarna niet meer deelnemen. Barry Sheene was hard op weg om 40.000 pond te verdienen door alle races te winnen, maar in de laatste race maakte hij een fout waardoor Roger Marshall de winst greep. Sheene scoorde uiteraard de meeste punten voor de Britten, bij de Amerikanen was dat Dave Aldana. De Britten wonnen met 491 tegen 313 punten. 

### Motorfietsen
Nadat in 1981 Honda al viertaktracers had ingezet, kwamen er in 1982 nog veel meer. Er werd naast 500- en 750cc-tweetakten gereden met de Suzuki GS 1000 S en Mike Baldwin beschikte over zijn fabrieks-RSC-Honda FWS 1000-V4.

### Teams en punten
| VK             | VK               | USA             | USA                |
| coureur        | machine          | coureur         | machine            |
| -------------- | ---------------- | --------------- | ------------------ |
| Steve Henshaw  | Yamaha TZ 750    | Dave Aldana     | Yamaha TZ 750      |
| Keith Huewen   | Suzuki RG 500    | Mike Baldwin    | RSC-Honda FWS 1000 |
| Gary Lingham   | Suzuki RG 500    | Wel Cooley      | Suzuki GS 1000 S   |
| Roger Marshall | Suzuki GS 1000 S | Mark Homchick   | Yamaha TZ 750      |
| John Newbold   | Suzuki GS 1000 S | Roberto Pietri  | Suzuki RG 500      |
| Steve Parrish  | Yamaha TZ 500    | Nicky Richichi  | Yamaha TZ 750      |
| Barry Sheene   | Yamaha YZR 500   | Rich Schlachter | Yamaha TZ 750      |
| Bob Smith      | Suzuki RG 500    | Dale Singleton  | Yamaha TZ 750      |
| Graham Wood    | Yamaha TZ 750    | Alan Ward       | Yamaha TZ 750      |
| Punten         |                  |                 |                    |
| 491            | 491              | 313             | 313                |

## Marlboro Transatlantic Trophy 1983
Motor Circuit Developments (MCD), de eigenaar van de drie circuits Brands Hatch, Mallory Park en Oulton Park, kwam in 1982 onder financiële druk van geldschieter Eagle Star Insurance. Dat resulteerde eind 1982 in de verkoop van Mallory Park. MCD was ook nog eigenaar van Snetterton dat de races van Mallory Park wel zou kunnen overnemen mits ze zouden passen in het programma van het circuit. Om die reden werden de races verplaatst van het Paasweekend naar het May Day weekend (29 en 30 april en 1 mei) en de races werden omgedraaid: eerst Brands Hatch, dan Snetterton en ten slotte Oulton Park. Dit alles betekende dat het wereldkampioenschap wegrace al in volle gang was, waardoor HRC-Honda aan Freddie Spencer geen toestemming gaf om deel te nemen. Mike Baldwin viel in de eerste race, brak daarbij drie tenen en was voor de rest van de races uitgeschakeld. Omdat er geen reserverijders waren moest het Amerikaanse team verder met een man minder. Ron Haslam had van HRC wel toestemming gekregen. Hij won met zijn fabrieks-Honda NS 500 vier races, Randy Mamola won met zijn Suzuki RG 500 de andere twee. De Britten wonnen met 245 tegen 198 punten. 

### Motorfietsen
Kenny Roberts en Eddie Lawson gebruikten de vergrote versie van de Yamaha YZR 500, de Yamaha YZR 700 waarmee de eerste twee plaatsen in de Daytona 200 behaald waren. Door de natte races konden ze het vermogen van 170 pk echter niet benutten. De tijden van de Yamaha TZ 750 waren vrijwel voorbij. De coureurs gebruikten de machines die ze in hun competities ook hadden. De Suzuki RG 500 was populair omdat hij ook als productieracer te koop was en dat gold ook voor de Honda RS 500.

### Teams en punten
| VK             | VK               | USA           | USA                |
| coureur        | machine          | coureur       | machine            |
| -------------- | ---------------- | ------------- | ------------------ |
| Ron Haslam     | HRC-Honda NS 500 | Dave Aldana   | Suzuki RG 500      |
| Keith Huewen   | Suzuki RG 500    | Mike Baldwin  | HRC-Honda FWS 1000 |
| Roger Marshall | Honda RS 500     | Wes Cooley    | Kawasaki Z 1000 R  |
| Mark Salle     | Suzuki RG 500    | Eddie Lawson  | Yamaha YZR 700     |
| Barry Sheene   | Suzuki RG 500    | Randy Mamola  | Suzuki RG 500      |
| Graham Wood    | Yamaha TZ 750    | Kenny Roberts | Yamaha YZR 700     |
| Punten         |                  |               |                    |
| 245            | 245              | 198           | 198                |

## Transatlantic Challenge 1984
Eind 1983 werden er beschuldigingen geuit over financiële onregelmatigheden door Motor Circuit Developments, de eigenaar van de circuits waar de wedstrijden werden gehouden. De toekomst van de wedstrijden was daardoor onzeker en Marlboro beëindigde de sponsoring. Tom Wheatcroft, de eigenaar van Donington Park, schoot te hulp en alle races werden op zijn circuit gereden; drie op paaszondag en drie op paasmaandag. De naam werd veranderd in “Transatlantic Challenge”. De races trokken 85.000 toeschouwers. Omdat aan het Britse team de Nieuw-Zeelander Graeme Crosby en de Australiër Wayne Gardner waren toegevoegd werd het ingeschreven als ”British Commonwealth”. Met Freddie Spencer, Kenny Roberts, Randy Mamola en Eddie Lawson brachten de Amerikanen de hele top vier uit het 500cc-wereldkampioenschap van 1983 aan de start. Rainey raakte tijdens de trainingen geblesseerd en kon niet deelnemen, terwijl Spencer nadat hij twee races gewonnen had ook viel en botjes in beide voeten brak. Desondanks wonnen de Amerikanen alle races, behalve de twee van Spencer won Roberts er één en Randy Mamola drie. De Amerikanen wonnen met 259 tegen 136 punten. 

### Motorfietsen
Freddie Spencer mocht zijn splinternieuwe Honda NSR 500-fabrieksracer niet gebruiken. Hij startte zoals altijd op een Suzuki RG 500-productieracer. Kenny Roberts had zijn GP-carrière beëindigd, maar hij reed nog regelmatig. Hij gebruikte zijn Yamaha YZR 500. Wayne Rainey gebruikte een Yamaha TZ 500-productieracer omdat hij nog niet in de 500cc-klasse uitkwam en Mike Baldwin had ook geen fabrieksracer. Hij gebruikte een Honda RS 500-driecilinder. Zo kwamen er vrijwel uitsluitend 500cc-fabrieks- en productieracers aan de start. Graeme Crosby was een uitzondering: hij gebruikte de 1023cc-Yoshimura-Suzuki GSX 1000. 

### Teams en punten
| British Commonwealth | British Commonwealth       | USA             | USA              |
| coureur              | machine                    | coureur         | machine          |
| -------------------- | -------------------------- | --------------- | ---------------- |
| Ron Haslam           | HRC-Honda NS 500           | Freddie Spencer | Suzuki RG 500    |
| Barry Sheene         | Heron-Harris Suzuki RG 500 | Kenny Roberts   | Yamaha YZR 500   |
| Wayne Gardner        | Honda RS 500               | Randy Mamola    | HRC-Honda NS 500 |
| Roger Marshall       | Honda RS 500               | Eddie Lawson    | Yamaha YZR 500   |
| Graeme Crosby        | Yoshimura-Suzuki GSX 1000  | Wayne Rainey    | Yamaha TZ 500    |
| Keith Huewen         | Honda RS 500               | Wes Cooley      | Honda RS 500     |
| Rob McElnea          | Heron-Suzuki RG 500        | Mike Baldwin    | Honda RS 500     |
| Punten               |                            |                 |                  |
| 136                  | 136                        | 259             | 259              |

## Shell Oils Transatlantic Challenge 1985
Voor 1985 werd Shell plc als hoofdsponsor gevonden en veranderde de naam in “Shell Oils Transatlantic Challenge”. Hou oude raceconcept van twee races op Goede Vrijdag, twee op Paaszondag en twee op Paasmaandag werd hersteld, omdat dit minder vermoeiend was voor de coureurs. HRC verbood Freddie Spencer deel te nemen nadat hij in 1984 geblesseerd was geraakt. Andere HRC-rijders, zoals Ron Haslam, Wayne Gardner en Randy Mamola namen wel deel. Eddie Lawson kreeg van teamleider Giacomo Agostini ook geen toestemming. Daardoor werd het aantal fabrieksrijders beperkt tot Haslam, Gardner, Rob McElnea en Randy Mamola. Wayne Gardner won drie races, Randy Mamola twee. Het Britse team won met 336 tegen 254 punten. 

### Motorfietsen
Zoals gezegd gaf HRC aan drie rijders toestemming om deel te nemen, maar zij reden op de “oude” driecilinder Honda NS 500. De meeste privérijders gebruikten ook Honda’s, maar dan de Honda RS 500-productieracer. Mick Grant koos voor de gloednieuwe Suzuki GSX-R 1000. De Amerikaan James Adamo verscheen met de nieuwe Cagiva 500, een machine die gebaseerd was op de Yamaha OW 76-fabrieksracer. Mogelijk was dit een eerste test voor die machine, waaraan nog volop ontwikkeld werd. Cagiva zette de machine in in het wereldkampioenschap van 1985, maar slaagde er niet in om de fabriekscoureurs Virginio Ferrari en Marco Lucchinelli beiden van een machine te voorzien en er werden geen punten gescoord.

### Teams en punten
| British Commonwealth | British Commonwealth             | USA             | USA                       |
| coureur              | machine                          | coureur         | machine                   |
| -------------------- | -------------------------------- | --------------- | ------------------------- |
| Ron Haslam           | Rothmans-HRC-Honda NS 500        | Mike Baldwin    | Honda RS 500              |
| Steve Parrish        | Yamaha TZ 500                    | Rich Schlachter | Honda RS 500              |
| Wayne Gardner        | Rothmans-HRC-Honda NS 500        | Randy Mamola    | Rothmans-HRC-Honda NS 500 |
| Roger Burnett        | Honda RS 500                     | James Adamo     | Cagiva 500                |
| Mick Grant           | Suzuki GSX-R 1000                | Doug Brauneck   | Yamaha                    |
| Roger Marshall       | Honda RS 500                     | Randy Renfrow   | Honda RS 500              |
| Gary Lingham         | Suzuki RG 500                    | Jeff Haney      | Honda RS 500              |
| Rob McElnea          | Skoal Bandit-Heron-Suzuki RG 500 | Wayne Rainey    | Honda                     |
| Punten               |                                  |                 |                           |
| 336                  | 336                              | 254             | 254                       |

## Shell Oils Transatlantic Challenge 1986
In 1986 vonden er belangrijke veranderingen plaats. Nu de tabaksfabrikanten grote sponsorbelangen in het werelkdkampioenschap wegrace hadden, kregen vooral de Amerikaanse toprijders geen toestemming meer om deel te nemen. Het Amerikaanse team bestond dus vooral uit (in Europa) onbekende coureurs. Tijdens het paasweekend werden acht races gereden. Kevin Schwantz won er vier een Fred Merkel twee. Hoewel Schwantz met 84 punten topscorer was, wonnen de Britten met 314 tegen 214 punten. 

### Motorfietsen
Men besloot ook de machines uit het aan populariteit winnende Superbike-kampioenschap in te zetten. Ron Haslam kon zijn experimentele ELF-Honda niet gebruiken maar kreeg van Honda een opgevoerde Honda RC 30, waarvan hij de motor al tijdens de trainingen opblies. Haslam schafte een Honda VFR 750-straatmotor aan bij een lokale dealer, waar hij zo veel mogelijk onderdelen vanaf sloopte. Hij kon echter alleen racebanden voor een 250cc-machine krijgen. Dat was in de eerste race geen groot probleem; door de regen werden het gebrek aan vermogen en grondspeling gecompenseerd en Haslam werd derde. 

### Teams en punten
| British Commonwealth  | British Commonwealth | USA                   | USA              |
| coureur               | machine              | coureur               | machine          |
| --------------------- | -------------------- | --------------------- | ---------------- |
| Rob McElnea (captain) | Yamaha OW 01         | Fred Merkel (captain) | Honda RC 30      |
| Ron Haslam            | Honda RC 30          | Ricky Orlando         | Yamaha OW 01     |
| Steve Parrish         | Yamaha OW 01         | Glenn Barry           | Honda RC 30      |
| Neil Robinson         | Suzuki GSX-R 750     | Rueben McMurter       | Yamaha OW 01     |
| Kenny Irons           | Yamaha OW 01         | Sam McDonald          | Yamaha OW 01     |
| Roger Burnett         | Honda RC 30          | Dale Quarterley       | Yamaha OW 01     |
| Roger Marshall        | Honda RC 30          | Kevin Schwantz        | Suzuki GSX-R 750 |
| Gary Lingham          | Suzuki GSX-R 750     | John Ashmead          | Honda RC 30      |
| Keith Huewen          | Suzuki GSX-R 750     | John Bettencourt      | Honda RC 30      |
| Graeme McGregor       | Suzuki GSX-R 750     | Dan Chivington        | Suzuki GSX-R 750 |
| Trevor Nation         | Suzuki GSX-R 750     | Michel Mercier        | Yamaha OW 01     |
| Chris Martin          | Suzuki GSX-R 750     | Lance Jones           | Honda RC 30      |
| Paul Iddon            | Suzuki GSX-R 750     | Ted Boody             | Yamaha OW 01     |
| Punten                |                      |                       |                  |
| 314                   | 314                  | 214                   | 214              |

## Shell Oils Transatlantic Challenge 1987
In 1987 keerde Brands Hatch terug in het programma. Hier werden op Goede Vrijdag drie races gereden, waarna men verhuisde naar Donington Park voor drie races op eerste- en drie op tweede paasdag. De toprijders uit het WK, met name de Amerikanen, verschenen niet. Het Britse team bestond uit twaalf rijders, het Amerikaanse uit elf, maar alleen de eerste tien finishers kregen punten. Het Amerikaanse team werd verder uitgedund toen Bubba Shobert al tijdens de eerste training crashte en niet kon deelnemen. Toch waren het de Amerikanen die voor veel spanning zorgden, toen Kevin Schwantz en Wayne Rainey heftige gevechten uitvochten. Een voorbode van hun strijd in het WK van 1993. De Amerikanen wonnen alle races, waaronder vijf van Rainey en vier van Schwantz. De Amerikanen wonnen met 993,5 tegen 745,5 punten

### Motorfietsen
Alle motorfietsen voldeden nog steeds aan het Amerikaanse Superbike-klassement. Een nieuwkomer was de Kawasaki ZXR 750 R die alleen door Gary Lingham werd ingezet. 

### Teams en punten
| VK               | VK                 | USA             | USA              |
| coureur          | machine            | coureur         | machine          |
| ---------------- | ------------------ | --------------- | ---------------- |
| Simon Buckmaster | Honda RC 30        | Wayne Rainey    | Honda RC 30      |
| Mark Phillips    | Suzuki GSX-R 750   | Gary Goodfellow | Suzuki GSX-R 750 |
| Ray Swann        | Suzuki GSX-R 750   | Ottis Lance     | Suzuki GSX-R 750 |
| Trevor Nation    | Yamaha OW 01       | Jim Filice      | Yamaha OW 01     |
| Ron Haslam       | Honda RC 30        | Doug Polen      | Suzuki GSX-R 750 |
| Phil Mellor      | Suzuki GSX-R 750   | Reuben McMurter | Yamaha OW 01     |
| Jamie Whitham    | Suzuki GSX-R 750   | Kevin Schwantz  | Suzuki GSX-R 750 |
| Keith Huewen     | Yamaha OW 01       | Michel Mercier  | Suzuki GSX-R 750 |
| Geoff Fowler     | Yamaha OW 01       | John Ashmead    | Honda RC 30      |
| Roger Hurst      | Yamaha OW 01       | Dan Chivington  | Honda RC 30      |
| Peter Dalby      | Suzuki GSX-R 750   | Bubba Shobert   | Honda RC 30      |
| Gary Lingham     | Kawasaki GPX 750 R |                 |                  |
| Punten           |                    |                 |                  |
| 745,5            | 745,5              | 993,5           | 993,5            |

## Eurolantic Challenge 1988
Tijdens het paasweekend van 1988 was Donington Park gastheer van de allereerste race om het WK Superbike. Omdat het technisch reglement vrijwel gelijk was aan dat van de Transatlantic Challenge werd besloten de races in dit weekend te combineren. Dat gaf de organisatoren de kans de kosten te delen en de rijders konden extra startgelden verdienen. Omdat er nu ook Europese rijders aanwezig waren werd het evenement omgedoopt tot Eurolantic Challenge en werd er een Europees team gevormd, naast het Amerikaanse en twee Britse teams. Het eerste Britse team bestond volledig uit rijders met fabrieksondersteuning. Er werden op Goede Vrijdag drie races op Brands Hatch gereden, waaraan alle teams deelnamen. Op Paaszondag reden de Superbikes en op Paasmaandag de volgende drie races van de Eurolantic Challenge. Daaraan nam het Europese team niet deel omdat men al vertrok naar Hongarije voor de volgende WK Superbikes-ronde. Dat had natuurlijk zijn weerslag op het puntenaantal. Doug Polen werd topscorer met vier overwinningen, de andere twee werden gewonnen door Bubba Shobert. Het eerste Britse team won met 586 punten, voor de Amerikanen met 570 punten, de Europeanen met 287 punten en het tweede Britse team met 281 punten. 

### Motorfietsen
Het meest opmerkelijke feit was het verschijnen van de Norton RC 588 met een 588cc-luchtgekoelde tweeschijfs-wankelmotor. Het was moeilijk deze motor te classificeren voor bijvoorbeeld het wereldkampioenschap Superbike. Hij voldeed niet aan het reglement van de Formula One TT (tweetaktmotoren tot 500 cc en viertaktmotoren tot 1.000 cc) maar mocht wel starten in de Senior TT (alle motoren tot 1.000 cc). Men besloot een omrekeningsfactor naar een tweecilinder viertaktmotor te maken met een factor van 1,7. Daardoor werd de Norton gehomologeerd als een tweecilinderviertakt van 996,8 cc. De Eurolantic Challenge was de eerste keer dat de machine in een race werd ingezet, door Trevor Nation en Simon Buckmaster.

### Teams en punten
| VK 1                 | VK 1                | USA                     | USA                        | VK 2                     | VK 2                     | Europa                     | Europa              |
| coureur              | machine             | coureur                 | machine                    | coureur                  | machine                  | coureur                    | machine             |
| -------------------- | ------------------- | ----------------------- | -------------------------- | ------------------------ | ------------------------ | -------------------------- | ------------------- |
| Ron Haslam (captain) | ELF-Honda RC 30     | Bubba Shobert (captain) | Honda RC 30                | Roger Marshall (captain) | Padgett-Suzuki GSX-R 750 | Anders Andersson (captain) | Suzuki GSX-R 750    |
| Joey Dunlop          | Gemini-Honda RC 30  | Fred Merkel             | Honda RC 30                | Trevor Nation            | Norton RC 588            | Peter Rubatto              | Bimota-Yamaha OW 01 |
| Mark Phillips        | Bimota-Yamaha OW 01 | Doug Polen              | Yoshimura-Suzuki GSX-R 750 | Kenny Irons              | Bridge-Honda RC 30       | Jari Suhonen               | Yamaha OW 01        |
| Roger Burnett        | Shell-Honda RC 30   | Gary Goodfellow         | Suzuki GSX-R 750           | Simon Buckmaster         | Norton RC 588            | Esko Kuparinen             | Kawasaki GPX 750 R  |
| Phil Mellor          | Suzuki GSX-R 750    | Rueben McMurter         | Yamaha OW 01               | Andy McGladdery          | Suzuki GSX-R 750         | Paul Ramon                 | Honda RC 30         |
| Keith Huewen         | Bimota-Yamaha OW 01 | Michel Mercier          | Suzuki GSX-R 750           | Paul Iddon               | Bimota-Suzuki GSX-R 750  | Hans Lindner               | Honda RC 30         |
| Jamie Whitham        | Suzuki GSX-R 750    | Tom Douglas             | Yamaha OW 01               | David Heal               | Suzuki GSX-R 750         | Graeme McGregor            | Honda RC 30         |
| Ray Swann            | Kawasaki GPX 750 R  | Scott Gray              | Yoshimura-Suzuki GSX-R 750 | Darren Dixon             | Padgett-Suzuki GSX-R 750 | Michael Galinsky           | Bimota-Yamaha OW 01 |
|                      |                     |                         |                            | Terry Rymer (reserve)    | Yamaha OW 01             | Dieter Heinen (reserve)    | Honda RC 30         |
|                      |                     |                         |                            | Mark Linscott (reserve)  | Suzuki GSX-R 750         |                            |                     |
| Punten               |                     |                         |                            |                          |                          |                            |                     |
| 586                  | 586                 | 570                     | 570                        | 281                      | 281                      | 287                        | 287                 |

## Transatlantic Superbike Challenge 1991
Pas in 1991 werd weer een Challenge gereden, nu onder de naam Transatlantic Superbike Challenge. Er werd ook niet in het paasweekend gereden, maar begin mei. Het Britse team had veel bekende rijders die veelal ook in het WK 500 cc reden en reed onder leiding van Ron Haslam. De Amerikaanse GP-rijders kwamen niet aan de start. Het Amerikaanse team was aangevuld met rijders uit Canada, Spanje en Nieuw-Zeeland. Veelal onbekende rijders reden onder leiding van Freddie Spencer, die al sinds 1989 geen WK's meer reed nadat hij wegens verschillende gezondheidsredenen was ontslagen door Agostini-Marlboro-Yamaha. Ray Stringer, die sinds 1990 uitkwam in het Wereldkampioenschap superbike, won drie races op Brands Hatch, Haslam won twee races en Rob McElnea een race op Mallory Park. Stringer was dus topscorer. De Britten wonnen met een groot puntenverschil: 625 tegen 161.

### Motorfietsen
De motorfietsen waren sinds 1988, vooral onder invloed van het wereldkampioenschap superbike, sterk verbeterd. Dat gold voor de Yamaha OW 01, die al in standaarduitvoering van 106 naar 121 pk was gegroeid. De Suzuki GSX-R 750 was opgevolgd door de GSX-750 R, de Kawasaki GPX 750 R door de GPZ 750 R en de luchtgekoelde Norton RC 588 door de watergekoelde RCW 588.

### Teams en punten
| VK                   | VK                 | USA                       | USA                |
| coureur              | machine            | coureur                   | machine            |
| -------------------- | ------------------ | ------------------------- | ------------------ |
| Ron Haslam (captain) | JPS-Norton RCW 588 | Freddie Spencer (captain) | Honda RC 30        |
| Terry Rymer          | Yamaha OW 01       | Thomas Stevens            | Yamaha OW 01       |
| Brian Morrison       | Yamaha OW 01       | Jamie James               | Yamaha OW 01       |
| Trevor Nation        | JPS-Norton RCW 588 | Scott Russell             | Kawasaki ZXR 750 R |
| Steve Spray          | Kawasaki ZXR 750 R | Jaques Guenette           | Kawasaki ZXR 750 R |
| Jamie Whitham        | Suzuki GSX-R 750 R | Richard Arnaiz            | Honda RC 30        |
| John Reynolds        | Kawasaki ZXR 750 R | Robert Holden             | Honda RC 30        |
| Rob McElnea          | Yamaha OW 01       | Luis Carlos Maurel        | Yamaha OW 01       |
| Carl Fogarty         | Honda RC 30        | Marcello Del Guidice      | Onbekend           |
| Ray Stringer         | Yamaha OW 01       | John Long                 | Suzuki GSX-R 750 R |
| Niall MacKenzie      | Honda RC 30        | Michael Barnes            | Yamaha OW 01       |
| Mark Linscott        | Honda RC 30        | Miguel Duhamel            | Honda RC 30        |
| Punten               |                    |                           |                    |
| 625                  | 625                | 161                       | 161                |

## Revivals
Triumph Motorcycles Ltd probeerde in 1996 de Transatlantic Trophy nieuw leven in te blazen met drie races op een dag op Donington Park, waarbij alle rijders de Triumph Speed Triple 900 gebruikten. Onder de deelnemers was de inmiddels 46-jarige Dave Aldana, die al in 1971 had deelgenomen. De Britten wonnen met 614 tegen 426 punten.
In mei 2015 werd tijdens het MCN Festival of Motorcycling op de East of England Showground een wedstrijd tussen het Verenigd Koninkrijk en de Verenigde Staten georganiseerd, maar dit waren Dirttrackraces. Het evenement werd in 2016 herhaald.
Eind 2015 onderzocht MotoAmerica (een door de AMA en de FIM gesanctioneerde organisatie die de AMA Superbike Series promoot) samen met de BSB de mogelijkheid om de Transatlantic Trophy tijdens een lang weekend met races op drie circuits te laten herleven. 